# وليام هنري واشنطن
وليام هنري واشنطن (بالإنجليزية: William Henry Washington )‏ (و. 1813 – 1860 م) هو سياسي، ومحامي من الولايات المتحدة الأمريكية. ولد في غولدزبورو، كارولاينا الشمالية. كان عضوًا في حزب اليمين.
توفي في نيوبيرن، كارولاينا الشمالية، عن عمر يناهز 47 عاماً.

## مناصب
تولى منصب عضو مجلس النواب الأمريكي، وعضو مجلس نواب ولاية كارولينا الشمالية.

## التعليم
تعلم في جامعة ييل.